# Manfred Einsiedler
Manfred Leopold Einsiedler (6 de março de 1973) é um matemático austríaco.

## Formação e carreira
Einsiedler estudou matemática na Universidade de Viena, onde graduou-se em 1996 e obteve um doutorado em 1999, orientado por Klaus Schmidt, com a tese Problems in higher dimensional dynamics. No pós-doutorado esteve no ano acadêmico de 2000–2001 na Universidade de East Anglia em Norwich e no ano acadêmico de 2001–2002 na Universidade Estadual da Pensilvânia. Obteve a habilitação em 2001 na Universidade de Viena, tornando-se então professor extraordinário. No ano acadêmico de 2004–2005 foi professor visitante na Universidade de Princeton (como Clay Research Scholar). Na Universidade Estadual de Ohio foi em 2006 professor associado e em 2008 professor pleno. É desde 2009 professor ordinário do Instituto Federal de Tecnologia de Zurique.
Foi palestrante convidado do Congresso Internacional de Matemáticos em Hyderabad (2010: Application of measure rigidity of diagonal actions).

## Publicações selecionadas
- com Douglas Lind: «Algebraic Zd-actions of entropy rank one». Trans. Amer. Math. Soc. 356 (5): 1799–1831. 2004. MR 2031042. doi:10.1090/s0002-9947-04-03554-8
- «What is measure rigidity?» (PDF). Notices of the AMS. 56 (5): 600–601. Maio de 2009
- com Thomas Ward: Ergodic Theory: with a view towards Number Theory. London: Springer. 2010. ISBN 978-0-85729-020-5
- com Thomas Ward: Functional Analysis, Spectral Theory, and Applications. London: Springer. 2017. ISBN 978-3-319-58540-6.[3]